# Кёрнер (Тюрингия)
Кёрнер (нем. Körner) — община в Германии, в земле Тюрингия.

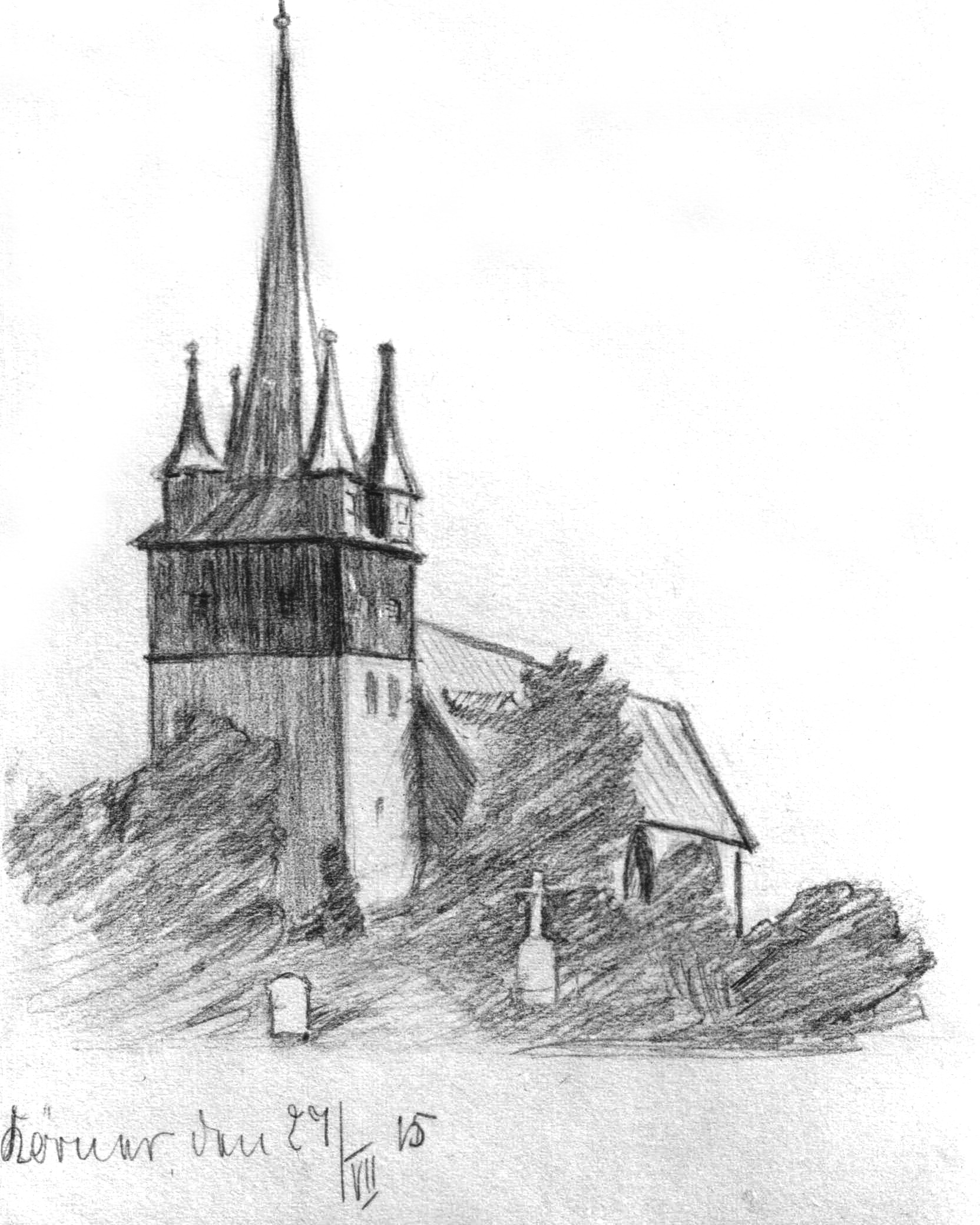
St. Wigberti, Körner 1915

Входит в состав района Унструт-Хайних. Подчиняется управлению Шлотайм. Население составляет 1781 человек (на 31 декабря 2010 года). Занимает площадь 30,64 км².
Коммуна подразделяется на 3 сельских округа.